# Улица Крупской (Салават)
Улица Крупской  — улица расположена между огородами и поселком Мусино.

## История
Застройка улицы началась в 1949 году.   Улица застроена частными 1-2 этажными домами. 

## Трасса
Улица Крупской начинается от улицы Жукова и заканчивается на улице Дружбы.

## Транспорт
По улице Крупской общественный транспорт не ходит.

## Примечательные здания и сооружения
- д. 8  РБ, г.Салават, ул. Крупской, 8 (здание профилактической дезинфекции)[2]